# Brush Wellman Inc.
Браш Велмен (англ. Brush Wellman Inc.) — компанія в США, основний виробник берилію у світі. Головний офіс у Мейфілд-Гайтс (Mayfield Heights) у штаті Огайо.

## Історія
Заснована в 1931 р. в США. Brush Engineered Materials Inc. змінило свою назву на Materion Corporation 8 березня 2011 року.

## Характеристика
Компанія Brush Wellman Inc. (BWI) — єдина у світі, що володіє повним циклом виробництва берилію від розвідки родовищ і видобутку руди до отримання готових високоякісних продуктів.
Вона виробляє оксид берилію, сульфати, сульфіди, хлориди та інш. сполуки Be, металевий берилій високої чистоти, а також сплави берилію з алюмінієм, міддю, нікелем і різноманітну берилієву бронзу.
У кінці ХХ ст. компанія BWI розробляє два родовища бертрандитових руд в США: Спер-Маунтін (шт. Юта) і Браш-Веллмен-Топаз, імпортує берилієві руду і концентрати з Бразилії та Китаю. Внаслідок проведених в 1998–1999 рр. ГРР на нових дільницях родовища Маунтін (США) підтверджені запаси руд досягли 6.9 млн т зі сер. вмістом ВеО 0.249 %. Компанія бере також участь в ГРР на нових берилієвих родовищах Маунт-Віллер і Сьєрра-Бланка (штат Невада). Середні вмісти ВеО в їх рудах становлять 2 %; основні рудні мінерали бехоіт, бертрандит і фенакіт.
Компанія має переробне підприємство поблизу м. Делта (штат Юта), завод в м. Елмор (штат Огайо). Потужність підприємств оцінюється в 300–370 т оксиду берилію на рік. Це бл. 65 % світового продукування оксиду берилію. Компанія розширює свої виробництва в США та поза їх межами.
Зокрема, в Сінгапурі вона організувала СП Brush Semitron Service Center Pty. Ltd. по виробництву берилієво-мідних злитків для постачання в країни Південно-Східної Азії. Керівництво спільним підприємством здійснює компанія Semitron Materials, провідний продуцент металів в Сінгапурі. Спільне підприємство почало функціонувати в 2000 р. і постачає продукцію в Малайзію [Brush Wellman in Malaysia.
В найближчій перспективі компанія BWI очевидно збереже монопольне положення на світовому ринку берилію як його продуцент та експортер.